# Ctenicera kendalli
Ctenicera kendalli là một loài bọ cánh cứng trong họ Elateridae. Loài này được Kirby miêu tả khoa học năm 1837.